# Кажанозапилення

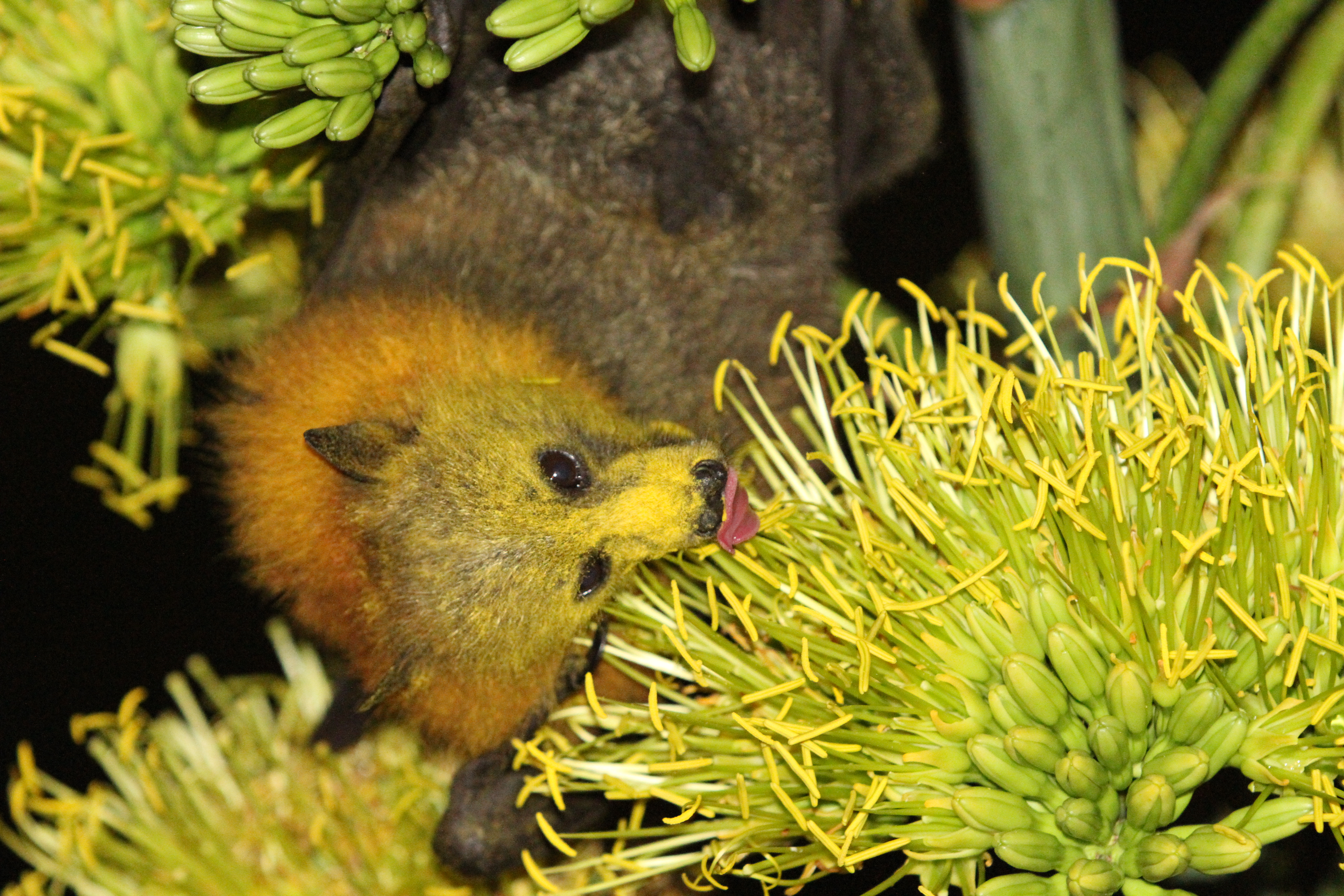
Крилан Pteropus poliocephalus злизує нектар та запилює квітки (Австралія)

Кажанозапилення, хіроптерофілія — спосіб перехресного запилення у рослин за допомогою кажанів. Вид тваринозапилення. Це явище відбувається в тропіках, у ньому беруть участь види кажанів, які живляться нектаром квітів.
Рослини приваблюють кажанів запахами та розміром яскравих квіток. Деякі бобові рослини роду Mucuna мають форму квіток, що відбиває звуковий сигнал, який кажани використовують при ехолокації.
Серед кажанозапильних рослин — кілька видів родини геснерієві.